# Tixocortol pivalate
Tixocortol pivalate là một corticosteroid. Nó có đặc tính chống viêm tương tự như hydrocortison. Nó được bán trên thị trường dưới tên thương hiệu Pivalone.
Nó đôi khi được sử dụng trong thử nghiệm vá trong viêm da dị ứng.